# الانتخابات البرلمانية العراقية (1934)
أجريت الانتخابات البرلمانية في العراق في 6 ديسمبر 1934 لاختيار أعضاء مجلس النواب.

## الخلفية
بعد وفاة الملك فيصل الأول، تُويج ابنه غازي ملكًا في سبتمبر 1933. قام غازي بحل البرلمان بطلب من المجلس كما جرت العادة عند تنصيب ملك جديد وذلك في 27 أغسطس 1934.

## النتائج
أسفرت الانتخابات عن فوز حزب الوحدة الوطنية المؤيد للحكومة، الذي يقوده رئيس الوزراء علي جودة الأيوبي، بأغلبية المقاعد. ادعى المعارضون والصحافة أن الحكومة قد تدخلت بشكل كبير في الانتخابات.

## ما بعد الانتخابات
لم يعمر البرلمان الجديد طويلًا حيث تم حله في 9 أبريل 1935 وتم إجراء انتخابات جديدة في وقت لاحق من نفس العام.